# Mecolaesthus putumayo
Mecolaesthus putumayo är en spindelart som beskrevs av Huber 2000. Mecolaesthus putumayo ingår i släktet Mecolaesthus och familjen dallerspindlar.
Artens utbredningsområde är Colombia. Inga underarter finns listade i Catalogue of Life.